# هاگه گینگوب

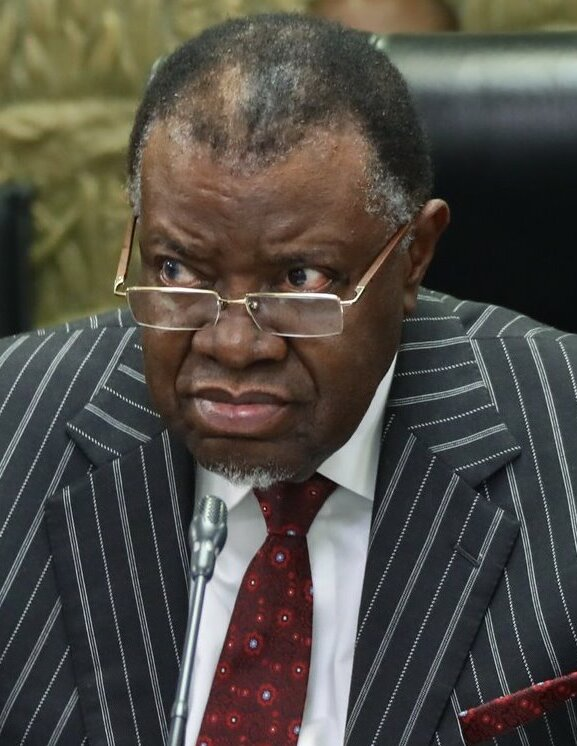
هاگه گینگوب (۲۰۲۰)

هاگه گینگوب (Hage Geingob) (۳ اوت ۱۹۴۱ – ۴ فوریه ۲۰۲۴) سیاستمدار اهل نامیبیا بود که از سال ۱۹۹۰ تا ۲۰۰۲ میلادی و سپس از ۲۰۱۲ تا ۲۰۱۵ میلادی نخست‌وزیر و از سال ۲۰۱۵ تا زمان مرگش رئیس‌جمهور نامیبیا بود. وی در ۴ فوریه ۲۰۲۴، در سن ۸۲ سالگی بر اثر بیماری سرطان درگذشت.
هاگه گینگوب نخستین نخست‌وزیر نامیبیا پس از استقلال این کشور بود که از سال ۱۹۹۰ تا ۲۰۰۲ میلادی در این منصب قرار داشت. گینگوب از سال ۲۰۰۸ میلادی به عنوان وزیر بازرگانی در کابینه نامیبیا مشغول کار بود. وی از سال ۲۰۱۲ میلادی بار دیگر در منصب نخست‌وزیری این کشور قرار دارد. وی در آن سال همچنین بار دیگر به عنوان معاون رئیس حزب حاکم سازمان خلق آفریقای جنوب غربی (سواپو) برگزیده شد.
این حزب که در سال ۱۹۶۰ میلادی به عنوان جنبشی آزادی‌بخش تشکیل شده است، از زمان استقلال کشور نامیبیا در ۲۱ مارس سال ۱۹۹۰میلادی، تاکنون حزب حاکم در این کشور شمرده می‌شود.